# De kleine kapitein (boek)
De kleine kapitein is een Nederlandstalige jeugdroman, geschreven door Paul Biegel en uitgegeven in 1970 bij Uitgeverij Holland in Haarlem. Het is geschreven voor kinderen vanaf 6 jaar. De eerste editie werd geïllustreerd door Carl Hollander. Het werk werd in 1972 bekroond met een Gouden Griffel, de hoogste prijs binnen de Nederlandse jeugdliteratuur.
Het verhaal verscheen eerder van 2 augustus 1969 tot 27 september 1971 als feuilleton in het weekblad Donald Duck, nadat toenmalig hoofdredactrice Hetty Hagebeuk aan Biegel en Hollander daarom had gevraagd. 
Volgens Biegel was het idee van de kleine kapitein ontstaan nadat "[Hollander] zin had om bootjes te tekenen."
Er kwamen twee vervolgen, De kleine kapitein in het land van Waan en Wijs en De kleine kapitein en de schat van Schrik en Vreze. Deze vormen samen met dit eerste deel een trilogie.

## Inhoud

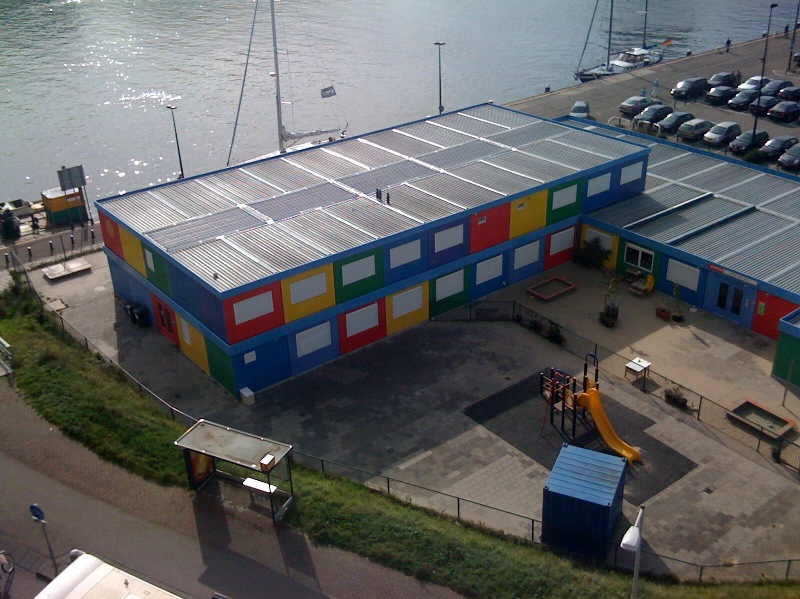
De kleine kapitein is een veelgebruikte naam geworden voor allerlei aan kinderen gerelateerde zaken en instellingen. Deze basisschool in Amsterdam heet De kleine kapitein.

Centraal in het verhaal staat een jongen die op het strand een schip maakt van onder meer een potkachel, een badkuip, een stoelpoot, zes emmers en een fietsketting. Als iedereen hem vraagt waar hij naartoe wil varen, zegt hij dat hij naar het eiland van Groot en Groei gaat. Wie daar komt zal in één nacht opgroeien tot volwassene. Op een nacht tilt een golf het schip, de Nooitlek genaamd, de zee in, en samen met drie kinderen die aan boord hebben weten te komen: Dikke Druif, Marinka en een heel bange jongen, Bange Toontje. Samen met hen begint de kleine kapitein aan zijn reis. De scheepstaken worden verdeeld; Bange Toontje moet het dek zwabberen, Marinka zorgt voor het eten en Dikke Druif is de kolenstoker.
Tijdens de reis hebben ze een paar vreemde ontmoetingen. Ook moeten ze meerdere gevaarlijke obstakels zien te overwinnen. Als ze het eiland van Groot en Groei bereiken, blijkt dat je hier alleen maar lichamelijk steeds langer wordt, niet volwassen. Ze ontmoeten er een schipbreukeling, Gijs, die al zo lang op het eiland is dat hij een enorme reus is geworden. Nadat ze verder zijn doorgereisd hebben ze allemaal al snel hun normale lengte weer terug. Gijs reist met hen mee. Hij past niet in het schip, en zit daarom op een vlot dat achter het schip is vastgemaakt met een touw.
Ze komen op diverse andere vreemde plekken terecht. Op een ander eiland ontmoeten ze Driekus, een schipbreukeling die op hetzelfde schip zat als Gijs. Ze treffen hier ook een aantal ontsnapte circusdieren aan, afkomstig van een op het eiland gestrande circusboot, die ze besluiten los te laten in de vrije natuur. Ze weten tijdens een vulkaanuitbarsting op het nippertje aan de dood te ontsnappen. Uiteindelijk arriveren ze in een volledig grauwe stad midden op zee, De Spookstad. Het blijkt dat de baas van deze stad, de Norse Heerser, alle kleur heeft verboden, uit bitterheid omdat hij zijn geliefde, Galatea, die hij enkel van een afbeelding kent, nog niet heeft gevonden. Hij neemt de kinderen gevangen, maar ze weten met een list te ontsnappen door zich te vermommen als Galatea. Als het tijdens een danspartij misgaat komt de heerser erachter, maar hij besluit hen toch vrij te laten. De stad is hierna geen kleurloze plek meer, de heerser laat alle kleuren weer toe. Hier vinden ze ook Van Dommelen.
De kleine kapitein reist weer verder samen met de anderen, in de hoop nog meer van Gijs' vroegere scheepsmaten terug te vinden.

## Verwijzingen naar mythen
"De kleine kapitein" verwijst in meerdere hoofdstukken naar Griekse mythen en sagen. Zo vaart het schip de Nooitlek langs een stel rotsen die overdag in levende draken veranderen. Deze zijn gemodelleerd naar de Symplegaden uit de mythe van de Argonauten. In hetzelfde deel komt de mythe van Pygmalion en Galatea voorbij, waarbij de zogenaamde "Norse Heerser" een denkbeeldige vrouw aanbidt die Galatea heet, net zoals Pygmalion zijn standbeeld dat ook Galatea heet.